# Qudsia Tahseen
Qudsia Tahseen (15 de diciembre de 1964 (60 años) es una zoóloga, ecóloga, taxónoma, y nematóloga india, y profesora de zoología en la Aligarh Universidad musulmana y enseña ecología animal así como nematología, al alumnado del programa de Maestría. Sus áreas de estudios incluyen taxonomía y biología del desarrollo de nematodos terrestres y acuáticos. Es miembro de dos Academias de Ciencia nacional de India.

## Educación
Su escolarización fue en Azamgarh. De allí, prosiguió la educación superior en zoología de la Aligarh Universidad musulmana. Y, en 1984, completó la M.Sc. en zoología y se le otorgó una Medalla de Oro. Y, también obtuvo una diplomatura en estadística. Realizó investigaciones en el Departamento de Zoología y completó su M.Phil en 1987 y el Ph.D en 1989.

## Carrera
En 1989, Qudsia tuvo su primer contrato en la Facultad Women's College AMU, incluso antes de haber recibido el grado de PhD. En 1997, fue transferida al Departamento de Zoología, en la Aligarh Universidad musulmana: primero sirviendo como Lectora y luego profesora a tiempo completo.

## Investigaciones
Ha llevado a cabo estudios sobre taxonomía, biodiversidad, y biología de suelos, y de nematodos acuáticos; resultando en el descubrimiento y descripción de varias especies nuevas para la ciencia de nematodos de India. Más recientemente su grupo descubrió una especie intermedia entre dos diferentes géneros de Nematoda. En vista de la escasez de informes de muchos grupos de India, emprendió la desafiante tarea de explorar los hábitats de la India y realizó observaciones críticas sobre la estructura y morfología de los nematodos de vida libre usando LM y SEM.

## Premios y honores
Qudsia fue la primera asiática en recibir un Premio Especial ONTA (Organización de Nematólogos de América Tropical) en 2005 por excelencia sostenida en Nematología. Ha sido reconocida por sus logros en el campo con becas reputadas, incluyendo:
- Academia india de Ciencias, Bangalore
- Sociedad real, Rothamsted Internacional, R.U.
- Academia de Ciencia Nacional india, Departamento de Biotecnología, India
- Academia de Ciencia del Tercer mundo, Italia

Sus habilidades taxonómicas se han acreditado siendo invitada a laboratorios reputados de Europa y de EE. UU.

## Obra

### Algunas publicaciones
Ha publicado artículos de investigaciones en revistas internacionales principales del campo respectivamente, Nematology, Revista de Nematology, Hydrobiologia, etc.
- TAHSEEN, Q., Khan, R. & AHLAWAT, S. (2015). Description of new species of PterygorhabditisTimm, 1957 and Aspidonema (Sachs, 1949) Andrássy, 1958 (Nematoda: Bunonematoidea) in aquatic habitats from India. J. of Helminthology DOI: http://dx.doi.org/10.1017/S0022149X15000462.

- HUSAIN, F. M.; AHMAD, I.; KHAN, M. S.; AHMAD, E.; TAHSEEN, Q.; KHAN, M. S. & ALSHABIB, N. A. (2015). Sub‐MICs of Menthapiperita essential oil and menthol inhibits AHL mediated quorum sensing and biofilm of Gram‐negative bacteria. Frontiers in Microbiology 6: 1‐12.doi: 10.3389/fmicb.2015.00420.

- TAHSEEN, Q. & MUSTAQIM, M. (2015). A taxonomic review of the genus Goffartia Hirschmann, 1952 (Rhabditida: Diplogastridae) with a note on the relationship of congeners. Zootaxa (In press)

- TAHSEEN, Q.; AHLAWAT, S. & MUSTAQIM, M. (2015). Description of a new and two known species of Paroigolaimella Paramonov, 1952 (Diplogastridae) from India. The J. of Nematology (In press)

- AHLAWAT, S. & TAHSEEN, Q. (2015). Description and developmental biology of the predatory diplogastrid Acrostichus nudicapitatus (Steiner, 1914) Massey, 1962 (Nematoda: Rhabditida). Helminthologia (Accepted, In press) (page no.). (I.F.= 0.7)

- TAHSEEN, Q., AKRAM, M., MUSTAQIM, M. & AHLAWAT, S. (2014) Descriptions of Peloderascrofulata sp. nov. and Pelodera aligarhensis sp. nov. (Mononchida: Nematoda) with supplementary information on Peloderateres. J. of Natural History 48: 1027‐1053. DOI: 10.1080/00222933.2013.856491

- TAHSEEN, Q.& I. M. Clark (2014) Attraction and preference of bacteriophagous and plant‐parasitic nematodes towards different types of soil bacteria. J. of Natural History DOI: 10.1080/00222933.2013.873088

- TAHSEEN, Q. (2014) Taxonomy‐The Crucial yet Misunderstood and Disregarded Tool for Studying Biodiversity. J Biodivers Endanger Species 2:128. doi: 10.4172/2332‐2543.1000128

## Abreviatura (zoología)
La abreviatura Tahseen  se emplea para indicar a Qudsia Tahseen como autoridad en la descripción y taxonomía en zoología.